# مدسكيب
مدسكيب (بالإنجليزية: Medscape)‏ وهو موقع إلكتروني ومصدر طبي للمختصين من الأطباء والعاملين في مجالات العلوم الطبية. يحتوي الموقع على مقالات علمية مراجعة ومدققة وأقسام التعليم الطبي المستمر ومقالات معدلة من قاعدة بيانات مدلاين (MEDLINE) التابعة للمكتبة الوطنية لعلم الطب وأخبارا يومية طبية ودليل أدوية وحاسبات طبية وغيرها.
تتوفر كل محتويات مدسكيب مجانا للأطباء والمختصين وغيرهم لكن التسجيل مطلوب.

## روابط خارجية
- الموقع الرسمي
 (التسجيل مطلوب)